# Siedliska Kolonia
Siedliska Kolonia – wieś w Polsce położona w województwie lubelskim, w powiecie zamojskim, w gminie Zamość.
| SIMC    | Nazwa       | Rodzaj    |
| ------- | ----------- | --------- |
| 0906545 | Chałupki    | część wsi |
| 0906551 | Wydmuchówka | część wsi |

W latach 1975–1998 miejscowość należała administracyjnie do województwa zamojskiego. W promieniu około 3 km znajdują się jeszcze dwie małe wsie: Kolonia Siedliska I (na zachód) oraz Kol.Siedliska II (południowy zachód).
Wierni Kościoła rzymskokatolickiego należą do parafii św. Jacka w Płoskim lub do parafii św. Stanisława w Wielączy.